# Савченко, Светлана Борисовна
Светлана Борисовна Савченко (укр. Світлана Борисівна Савченко; род. 24 июня 1965, Белогорск, Крымская область) — украинский и российский политический деятель.
Депутат Государственной думы Федерального собрания Российской Федерации VII созыва, член комитета Государственной думы по культуре (5 октября 2016 — 12 октября 2021). Депутат Государственного совета Республики Крым (14 сентября 2014 —  5 октября 2016).
С 9 ноября 2016 года находится под персональными санкциями всех стран Евросоюза и ряда других стран.

## Биография
Светлана Савченко родилась 24 июня 1965 года в городе Белогорск, Крымской области УССР. В 1988 году окончила Симферопольский государственный университет им. М. В. Фрунзе по специальности историк, преподаватель истории и обществоведения.
Свою трудовую деятельность Савченко начала в 1982 году старшей пионервожатой Белогорской средней школы № 1.
С 1983 по 1988 год Светлана Борисовна студентка Симферопольского государственного университета им. М. В. Фрунзе.
С 1988 по 1989 год — ответственный секретарь правления Белогорской организации общества «Знание» Крымской областной организации «Знание».
С 1989 по 1993 год Савченко работала учителем истории в Чернопольской средней школе Белогорского района.
С 1993 по 1994 год работала заведующей отделом социальной защиты Крымского республиканского союза ветеранов Афганистана в городе Симферополь.

### Депутатская деятельность
С 1994 по 1998 год была избрана депутатом Верховного Совета Крыма на профессиональной основе от блока «Россия», возглавляемого Ю. А. Мешковым.
С 1999 по 2002 год была председателем партии «Союз». С 2002 по 2006 год Светлана Борисовна работала помощником-консультантом народного депутата Украины Л. Ю. Миримского.
С 2006 по 2010 год стала председателем постоянной комиссии Верховного Совета Автономной Республики Крым по социальным вопросам, здравоохранению и делам ветеранов. С 2011 года Светлана Савченко была назначена заместителем председателя Крымской республиканской организации партии «Союз».
С марта 2014 года являлась председателем постоянной комиссии Государственного совета Республики Крым по культуре.
С 14 сентября 2014 по 18 сентября 2016 года являлась председателем комитета Государственного совета Республики Крым по культуре и вопросам охраны культурного наследия.
На выборах 18 сентября 2016 года политик Савченко Светлана Борисовна была избрана депутатом Государственной думы VII созыва. В Госдуме РФ является членом фракции «Единая Россия». Член комитета ГД по культуре.
Прокуратурой АРК (Украина) подозревается в государственной измене, в связи с чем объявлена в розыск.
в октябре 2024 гназначена госсоветом Крыма уполномоченной по правам детей республики Крым

## Санкции
9 ноября 2016 года, из-за аннексии Крыма, внесена в санкционный список всех стран Евросоюза так как «поддерживала незаконную аннексию Крыма и Севастополя в публичных выступлениях». Также внесена в санкционные списки США, Канады, Украины и Австралии.
На фоне вторжения России на Украину, 16 марта 2022 года, внесена в санкционный список Швейцарии, кроме того Савченко попала в расширенный санкционный список Евросоюза.

## Законотворческая деятельность
С 2016 по 2019 год, в течение исполнения полномочий депутата Государственной Думы VII созыва, выступила соавтором 35 законодательных инициатив и поправок к проектам федеральных законов.

## Награды
- Заслуженный работник социальной сферы Автономной Республики Крым (18 октября 2010)[12]
- Медаль ордена «За заслуги перед Отечеством» II степени (2014)[13]
- Орден «За верность долгу» (13 марта 2015) — за особые заслуги при выполнении служебного и гражданского долга, безупречное исполнение служебных обязанностей, мужество, самоотверженность и инициативу, проявленные в период организации и проведения общекрымского референдума[14]
- Медаль Республики Крым «За отличие в труде» (11 июня 2025)[15]